# Edwin Santos (activista)
Edwin Santos (c. 1988-23 a 25 de octubre de 2024) fue un activista político venezolano, líder del partido Voluntad Popular en el estado Apure. Durante las elecciones presidenciales de Venezuela de 2024 se desempeñó como jefe de campaña en El Nula, estado Apure. Santos desapareció el 23 de octubre del mismo año y fue encontrado muerto dos días después, el 25 de octubre.

## Carrera
Edwin era líder del partido opositor Voluntad Popular en el estado Apure y se desempeñó como jefe de campaña de la lideresa opositora María Corina Machado en el poblado de El Nula, estado Apure, durante las elecciones presidenciales de Venezuela de 2024.El mismo año se unió a demandas que pedían la reparación del puente fronterizo entre los estados de Apure y Táchira.También fue locutor de Radio Fe y Alegría y era parte del movimiento católico.

## Desaparición y muerte
El 23 de octubre de 2024 Voluntad Popular denunció su desaparición después de viajar en motocicleta a El Piñal, estado Táchira, donde residía. Testigos reportaron que Santos había sido detenido por fuerzas de seguridad y que se encontraba bajo custodia hasta al menos el 24 de octubre en la tarde.
Fue encontrado muerto en El Nula dos días después de su desaparición, el 25 de octubre, en las cercanías del puente por el que había pedido reparaciones.

## Reacciones
Voluntad Popular publicó un comunicado en el que responsabilizaba al gobierno venezolano de la muerte de Santos y la calificó como un asesinato. El excandidato presidencial opositor, Edmundo González expresó la misma posición, declarando en un comunicado "Todo el pueblo de Venezuela condena enérgicamente el vil asesinato del líder democrático, Edwin Santos". La lideresa opositora María Corina Machado pidió una investigación imparcial y justicia internacional por la muerte de Edwin, describiéndola como un aumento de los crímenes de lesa humanidad en Venezuela.
El gobierno venezolano rechazó las acusaciones. Douglas Rico, director de la policía científica del CICPC, sostuvo que la muerte de Santos se produjo por un accidente de tránsito cuando chocó un árbol mientras conducía su motocicleta, y que las lesiones provocadas incluían una fractura en el cráneo.